# Miss France 2013
Miss France 2013 est la 83e élection de Miss France. Elle a eu lieu le 8 décembre 2012 au Zénith de Limoges. 
C'est la première fois que l'élection se tient à Limoges et dans le Limousin. La cérémonie est diffusée en direct sur TF1 et est présentée par Jean-Pierre Foucault (pour la 18e année consécutive), Sylvie Tellier (pour la 5e année consécutive) et Thierry Baumann au rappel des consignes de votes (pour la deuxième année consécutive). La cérémonie se déroule sur le thème des actrices célèbres.
Au terme de cette soirée, c’est Marine Lorphelin, Miss Bourgogne 2012 qui est élue Miss France 2013, succédant ainsi à Delphine Wespiser, Miss Alsace 2011 et Miss France 2012. Elle est la deuxième Miss Bourgogne à être élue Miss France, 13 ans après le sacre de Sonia Rolland en 2000.  Marine est par la suite élue première dauphine de Miss Monde 2013 et Miss World Europe 2013.

## Classement final
| Résultat Final   | Candidate | Concours internationaux                                         |
| ---------------- | --- | --------------------------------------------------------------- |
| Miss France 2013 | - Bourgogne — Marine Lorphelin | - Élue Miss World Europe 2013 - 1re dauphine de Miss Monde 2013 |
| 1re dauphine     | - Tahiti — Hinarani de Longeaux | - Non classée à Miss Univers 2013                               |
| 2e dauphine      | - Nord-Pas-de-Calais — Sophie Garénaux | - Top 16 à Miss Terre 2013                                      |
| 3e dauphine      | - Martinique — Camille René | - Non classée à Miss Supranational 2013                         |
| 4e dauphine      | - Pays de Loire — Mélinda Paré |                                                                 |
| Top 12           | - Rhône-Alpes — Julie Jacquot (5e dauphine) - Côte d'Azur — Charlotte Mint (6e dauphine) - Champagne-Ardenne — Déborah Trichet - Provence — Marine Mahiques - Picardie — Émilie Mika - Bretagne — Estelle Sabathier - Roussillon — Marilou Cubaynes |                                                                 |

## Ordre d'annonce des finalistes
| 1. Bourgogne, annoncée par Sylvie Tellier 2. Pays de Loire, annoncée par Jean-Pierre Foucault 3. Martinique, annoncée par Sylvie Tellier 4. Roussillon, annoncée par Jean-Pierre Foucault 5. Nord-Pas-de-Calais, annoncée par Sylvie Tellier 6. Champagne-Ardenne, annoncée par Jean-Pierre Foucault 7. Bretagne, annoncée par Sylvie Tellier 8. Provence, annoncée par Jean-Pierre Foucault 9. Rhône-Alpes, annoncée par Sylvie Tellier 10. Picardie, annoncée par Jean-Pierre Foucault 11. Tahiti, annoncée par Sylvie Tellier 12. Côte d'Azur, annoncée par Jean-Pierre Foucault | 1. Bourgogne, annoncée par Delphine Wespiser 2. Tahiti, annoncée par Sylvie Tellier 3. Nord-Pas-de-Calais, annoncée par Jean-Pierre Foucault 4. Martinique, annoncée par Delphine Wespiser 5. Pays de Loire, annoncée par Sylvie Tellier |

## Préparation
L’aventure commence le 11 novembre 2012 à Paris. Le 14 novembre, elles sont les invitées de Jean-Pierre Pernaut au journal de 13 heures de TF1.
Le lendemain, elles s'envolent pour l'île Maurice et elles y resteront jusqu'au 22 novembre. Elles logent dans l’hôtel « Lux Grand Gaube » ainsi qu'au « Lux Belle Mare ».
Les 33 prétendantes sont accompagnées par Sylvie Tellier et Delphine Wespiser, Miss France 2012.

## Candidates
| Région                  | Nom                          | Âge    | Taille | Résidence               | Élue le                                  | Classement final                             |
| ----------------------- | ---------------------------- | ------ | ------ | ----------------------- | ---------------------------------------- | -------------------------------------------- |
| Miss Alsace             | Émilie Koenig                | 22 ans | 1,72 m | Griesheim-près-Molsheim | 17 juin 2012 à Mutzig                    |                                              |
| Miss Aquitaine          | Amélie Rigodanzo             | 20 ans | 1,77 m | Seyches                 | 13 octobre 2012 à Aiguillon              |                                              |
| Miss Auvergne           | Sanne Spangenberg            | 19 ans | 1,80 m | Autry-Issards           | 14 octobre 2012 à Cébazat                |                                              |
| Miss Bourgogne          | Marine Lorphelin             | 19 ans | 1,77 m | Charnay-lès-Mâcon       | 29 septembre 2012 à Autun                | Miss France 2013 Prix de la Culture générale |
| Miss Bretagne           | Estelle Sabathier            | 21 ans | 1,74 m | Brest                   | 15 septembre 2012 à Pontivy              | Top 12 (11e)                                 |
| Miss Centre             | Juliette Aquilina-Reis       | 21 ans | 1,72 m | Saint-Amand-Montrond    | 6 octobre 2012 à Déols                   |                                              |
| Miss Champagne-Ardenne  | Déborah Trichet              | 22 ans | 1,82 m | Rethel                  | 5 octobre 2012 à Sedan                   | Top 12 (8e)                                  |
| Miss Corse              | Louise Robert                | 22 ans | 1,80 m | Ajaccio                 | 1er septembre 2012 à Grosseto-Prugna     |                                              |
| Miss Côte d'Azur        | Charlotte Mint               | 19 ans | 1,71 m | Beausoleil              | 2 août 2012 au Cannet                    | 6e dauphine                                  |
| Miss Franche-Comté      | Charlène Michaut             | 24 ans | 1,72 m | Allenjoie               | 20 octobre 2012 à Pontarlier             |                                              |
| Miss Guadeloupe         | Cynthia Tinédor              | 20 ans | 1,75 m | Sainte-Rose             | 28 juillet 2012 au Gosier                |                                              |
| Miss Guyane             | Corinne Buzare               | 24 ans | 1,78 m | Kourou                  | 6 octobre 2012 à Cayenne                 |                                              |
| Miss Île-de-France      | Sabrina Benamara             | 18 ans | 1,73 m | Paris                   | 18 juin 2012 à Paris                     |                                              |
| Miss Languedoc          | Emmanuelle Fabre             | 22 ans | 1,73 m | Gignac                  | 4 août 2012 à Mauguio                    | Prix de la Photogénie                        |
| Miss Limousin           | Sandra Longeaud              | 23 ans | 1,72 m | Saint-Victor-en-Marche  | 23 septembre 2012 à Limoges              |                                              |
| Miss Lorraine           | Divanna Pljevalcic -Coignard | 20 ans | 1,72 m | Saint-Avold             | 19 octobre 2012 à Amnéville              |                                              |
| Miss Martinique         | Camille René                 | 18 ans | 1,76 m | Le Lamentin             | 28 juillet 2012 à Saint-Pierre           | 3e dauphine                                  |
| Miss Mayotte            | Stanisla Saïd                | 22 ans | 1,76 m | Pamandzi                | 1er septembre 2012 à Mamoudzou           |                                              |
| Miss Midi-Pyrénées      | Célia Guermoudj              | 22 ans | 1,70 m | Toulouse                | 12 octobre 2012 à Valence                |                                              |
| Miss Nord-Pas-de-Calais | Sophie Garénaux              | 22 ans | 1,72 m | Harnes                  | 28 septembre 2012 à Saint-Amand-les-Eaux | 2e dauphine                                  |
| Miss Normandie          | Pauline Llorca               | 24 ans | 1,71 m | Beuvillers              | 21 septembre 2012 à Coutances            | Prix de la Sympathie                         |
| Miss Nouvelle-Calédonie | Sandra Bergès                | 18 ans | 1,73 m | Nouméa                  | 1er septembre 2012 à Nouméa              |                                              |
| Miss Orléanais          | Joy Lartigue                 | 21 ans | 1,72 m | Pierres                 | 7 octobre 2012 à Montargis               |                                              |
| Miss Pays de Loire      | Mélinda Paré                 | 18 ans | 1,76 m | Le Lion-d'Angers        | 14 septembre 2012 au Lion-d’Angers       | 4e dauphine                                  |
| Miss Pays de Savoie     | Graziella Byhet              | 24 ans | 1,77 m | Veyrier-du-Lac          | 26 octobre 2012 à Chambéry               |                                              |
| Miss Picardie           | Émilie Mika                  | 20 ans | 1,75 m | Abbeville               | 21 octobre 2012 à Beauvais               | Top 12 (10e)                                 |
| Miss Poitou-Charentes   | Typhanie Soulat              | 21 ans | 1,71 m | Fontaine-le-Comte       | 22 septembre 2012 à Bressuire            |                                              |
| Miss Provence           | Marine Mahiques              | 19 ans | 1,76 m | Seillans                | 3 août 2012 à Istres                     | Top 12 (9e)                                  |
| Miss Réunion            | Stéphanie Robert             | 21 ans | 1,72 m | Saint-Paul              | 13 juillet 2012 à Saint-Denis            |                                              |
| Miss Rhône-Alpes        | Julie Jacquot                | 24 ans | 1,73 m | Lyon                    | 27 octobre 2012 à Genas                  | 5e dauphine                                  |
| Miss Roussillon         | Marilou Cubaynes             | 24 ans | 1,73 m | Cabestany               | 5 août 2012 à Banyuls-sur-Mer            | Top 12 (12e)                                 |
| Miss Saint-Martin       | Suzon Bonnet                 | 22 ans | 1,74 m | Marigot                 | 20 octobre 2012 à Marigot                |                                              |
| Miss Tahiti             | Hinarani de Longeaux         | 22 ans | 1,77 m | Papenoo                 | 23 juin 2012 à Papeete                   | 1re dauphine                                 |

## Déroulement de la cérémonie
Cette année, les 33 Miss défilent sur le thème des grandes actrices. Elles rendent hommages aux actrices mythiques, comme Meryl Streep, Marilyn Monroe, Sophie Marceau, Brigitte Bardot, Catherine Deneuve, Ursula Andress ou encore Grace Kelly :
- Miss Nouvelle-Caledonie, Miss Roussillon, Miss Lorraine, Miss Rhône-Alpes, Miss Réunion, Miss Limousin, Miss Provence, Miss Miss Mayotte, Miss Île-de-France, Miss Orléanais, Miss Aquitaine et Miss Picardie se présentent et rendent hommage à Catherine Deneuve en défilant sur Les Demoiselles de Rochefort ;

- Miss Languedoc, Miss Centre, Miss Guadeloupe, Miss Normandie, Miss Bourgogne, Miss Saint-Martin, Miss Champagne-Ardenne, Miss Martinique, Miss Pays de Savoie, Miss Corse et Miss Franche-Comté se présentent et défilent sur le thème de Sophie Marceau ;

- Miss Midi-Pyrénées, Miss Guyane, Miss Pays de Loire, Miss Poitou-Charentes, Miss Nord-Pas-de-Calais, Miss Bretagne, Miss Alsace, Miss Tahiti, Miss Auvergne et Miss Côte d'Azur se présentent et défilent sur le thème de Meryl Streep dans Le diable s'habille en Prada ;

Durant la première partie de soirée, Gad Elmaleh et Jamel Debbouze interviennent pour apporter une pointe d'humour avec le personnage de Miss Samoantha Switch (« Miss Loutre Mer ») voulant se présenter au concours. Cette intervention est aussi dans le cadre du Téléthon qui a lieu le même jour sur France 2.
Avant l’annonce des résultats, d’anciennes Miss France ont offert un défilé sur le plateau avec leur écharpe autour du corps, escortées par des hommes en costume. On compte, dans l’ordre d’arrivée : Rachel Legrain-Trapani (Miss France 2007), Gaëlle Voiry (Miss France 1990), Corinne Coman (Miss France 2003), Suzanne Iskandar (Miss France 1985), Alexandra Rosenfeld (Miss France 2006), Michelle Beaurain (Miss France 1970), Lætitia Bléger (Miss France 2004), Valérie Claisse (Miss France 1994), Nathalie Marquay (Miss France 1987), Martine Robine (Miss France 1984), Chloé Mortaud (Miss France 2009) puis Delphine Wespiser (Miss France 2012) portant la couronne de Miss France sur un coussin.

### Jury
| Membre | Membre                                  | Notes                                                         |
| ------ | --------------------------------------- | ------------------------------------------------------------- |
|        | Alain Delon (président du jury)         | Acteur                                                        |
|        | Mireille Darc (vice-présidente du jury) | Actrice                                                       |
|        | Nikos Aliagas                           | Présentateur de télévision                                    |
|        | Frédéric Diefenthal                     | Comédien                                                      |
|        | Adriana Karembeu                        | Mannequin et candidate de la saison 1 de Danse avec les stars |
|        | Camille Muffat                          | Championne olympique de natation                              |
|        | Alexandra Rosenfeld                     | Miss France 2006 et Miss Europe 2006                          |

### Classement

#### Premier tour
Un jury composé de partenaires (internes et externes) de la société Miss France pré-sélectionne 12 jeunes femmes, lors d'un entretien qui s'est déroulé le 6 décembre. Ce dernier prend en compte : l'éloquence de la Miss, son physique et son résultat au test de culture générale.
| N° attribué | Candidate               |
| ----------- | ----------------------- |
| 1           | Miss Bourgogne          |
| 2           | Miss Pays de Loire      |
| 3           | Miss Martinique         |
| 4           | Miss Roussillon         |
| 5           | Miss Nord-Pas-de-Calais |
| 6           | Miss Champagne-Ardenne  |
| 7           | Miss Bretagne           |
| 8           | Miss Provence           |
| 9           | Miss Rhône-Alpes        |
| 10          | Miss Picardie           |
| 11          | Miss Tahiti             |
| 12          | Miss Côte d'Azur        |

#### Deuxième tour
Le jury à 50 % et le public à 50 % choisissent les cinq candidates qui peuvent encore être élues.
Un classement de 1 à 12 est établi pour chacune des deux parties. Une première place vaut 12 points, une seconde 11 points, et la dernière 1 point, même si deux miss arrivent à égalité. L’addition des deux classements est alors faite. Les cinq premières restent en course. En cas d’égalité, c’est le classement du jury qui prévaut (cette règle a permis à  Miss Côte d’Azur de devenir 6e dauphine au détriment de Miss Champagne-Ardenne).
| Miss                    | Public | Jury | Total |
| ----------------------- | ------ | ---- | ----- |
| Miss Bourgogne          | 11     | 12   | 23    |
| Miss Tahiti             | 12     | 11   | 23    |
| Miss Nord-Pas-de-Calais | 10     | 8    | 18    |
| Miss Martinique         | 9      | 8    | 17    |
| Miss Pays de Loire      | 7      | 8    | 15    |
| Miss Rhône-Alpes        | 2      | 10   | 12    |
| Miss Côte d'Azur        | 1      | 10   | 11    |
| Miss Champagne-Ardenne  | 3      | 8    | 11    |
| Miss Provence           | 6      | 4    | 10    |
| Miss Picardie           | 8      | 2    | 10    |
| Miss Bretagne           | 5      | 4    | 9     |
| Miss Roussillon         | 4      | 2    | 6     |

#### Troisième tour
Le public est seul à voter lors de cette troisième et dernière phase. La candidate qui a le plus de voix est élue Miss France 2013.
| Candidate               | Résultat                 |
| ----------------------- | ------------------------ |
| Miss Bourgogne          | 41,67 %                  |
| Miss Tahiti             | 23,94 %                  |
| Miss Nord-Pas-de-Calais | 17,43 %[réf. nécessaire] |
| Miss Martinique         | 10,85 %[réf. nécessaire] |
| Miss Pays de Loire      | 9,11 %[réf. nécessaire]  |

### Prix attribués
| Prix                        | Candidates                                |
| --------------------------- | ----------------------------------------- |
| Prix de la Culture Générale | Miss Bourgogne – Marine Lorphelin (17/20) |
| Prix de la Photogénie       | Miss Languedoc – Emmanuelle Fabre         |
| Prix de la Sympathie        | Miss Normandie – Pauline Llorca           |

## Observations

### Note sur les élections en régions
Initialement, Saint-Pierre-et-Miquelon devait organiser début août l’élection de sa Miss 2012, mais faute d’un nombre suffisant de candidates, la cérémonie a été annulée. En conséquence, la société Miss France a décidé de mettre en place une rotation entre certaines collectivités d’Outre-Mer afin de favoriser leur représentation lors de la finale Miss France : Miss Saint-Pierre-et-Miquelon, Miss Wallis-et-Futuna et Miss Saint-Martin. En 2012, c’est le comité de Saint-Martin qui organise son élection le 20 octobre 2012 à Marigot, il s’agit donc de sa première participation.